# 幸福駅 (新北市)
幸福駅（こうふくえき）は台湾新北市新荘区にある台北捷運環状線の駅。思源路と幸福路交差点北側に位置する。ホーム以外に設定される駅空間のテーマカラーは「■光復（淡紫、Pantone679C）」(p91)。
実際に駅周辺の幸福路でロケが行われた台湾アニメ「（幸福路上（邦題：幸福路のチー）」の聖地巡礼スポットになることや、2009年の台湾ドラマ「下一站、幸福」（邦題：秋のコンチェルト）と同文の車内放送が再現されることでファンの期待が高まっている。

## 歴史
- 2012年12月21日 - 当駅を含む環状線工区起工[3]。
- 2019年
  - 6月27日 - 竣工[3]。
  - 12月 - 開業予定[4]。
- 2020年
  - 1月19日 - 時間帯限定で無料試乗開始[5]
  - 1月31日 - 開業（10時式典、14時運行開始、2月末までは無料）[6]
- 2023年
  - 1月30日 - 台北捷運公司が請け負っていた環状線西環段の運営委託契約が満了し、翌日付で資産は新北市側に移転（2期延伸時に改めて全区間の運営権がどちらかに一本化されるまでの暫定処置）したが[7]、本路線の移管には交通部の承認が必要なため、実際の移管完了にはさらに半年程度を要することとなった[8]。
  - 5月23日 - 環状線西環段の運営権について、台北捷運公司から新北捷運公司への移管作業が正式に完了し、交通部の承認も下った[9]。
  - 11月25日 - 「おかどめ幸福駅」があるくま川鉄道と新北捷運公司の「同駅名による友好鉄道協定」の締結会を開催[10]。

## 駅構造
相対式ホーム2面2線の高架駅。駅舎は長さ83メートル、幅22メートル、高さ24メートルの5階建て（地上4階、地下1階）(p31)。

### 駅階層
|                               |                                                 |        |
| 地上 四階                     | 連絡通路層                                      | 跨線橋 |
| 地上 三階                     |                                                 |        |
| コンコース層 （1番ホーム方）  | コンコース、窓口、自動券売機、改札口 売店、便所 |        |
| 相対式ホーム 右側のドアが開く |                                                 |        |
| 一番線                        | ← 環状線 新北産業園区方面（新北産業園区駅）     |        |
| 二番線                        | → 環状線 板橋・大坪林方面（頭前庄駅）→          |        |
| 相対式ホーム 右側のドアが開く |                                                 |        |
| 地上 二階                     | 設備層                                          | 機器室 |
| 地上                          | 出入口層                                        | 出入口 |

### 駅出口
- 出口1：思源路
- 出口2：幸福東路

|  |  |

## 利用状況
| 年   | 年間      | 年間      | 年間      | 年間   | 1日平均 | 1日平均 |
| 年   | 乗車      | 下車      | 乗降車計  | 出典   | 乗車    | 乗降車  |
| ---- | --------- | --------- | --------- | ------ | ------- | ------- |
| 2020 | 1,014,384 | 1,119,309 | 2,133,693 | [ 12 ] | 2,915   | 6,131   |
| 2021 | 946,553   | 1,019,701 | 1,966,254 | [ 12 ] | 2,593   | 5,387   |
| 2022 | 1,093,752 | 1,192,338 | 2,286,090 | [ 12 ] | 2,997   | 6,263   |

## 駅周辺
- 頭前運動公園
- 頭前国民小学
- 昌隆国民小学
- 全聯福利中心（中国語版）（PX Mart）新荘幸福店
- YouBike（新北市公共自転車（中国語版））捷運幸福駅

## 隣の駅
新北捷運
- 環状線
  - 頭前庄駅 Y18 - 幸福駅 Y19 - 新北産業園区駅 Y20

### 註釈
1. ↑  平均は1/19からの348日で算出